# Coupe de France de football 1991-1992
 (juillet 2018).
Navigation
Coupe de France 1990-1991 Coupe de France 1992-1993
La Coupe de France 1991-1992 était la 75e édition de la coupe de France.
Pour la première fois de son histoire, la Fédération française de football décide de ne pas lui attribuer de vainqueur, en raison de la catastrophe de Furiani. En effet, lors de la demi-finale opposant le SC Bastia à l'OM, une tribune s'effondre, faisant 18 morts et 2357 blessés. Le match est alors annulé et la compétition arrêtée.

## Résultats

### Trente-deuxièmes de finale
Les 20 clubs de 1re division firent leur entrée en lice.
| Division        | Club                                 | Score               | Club                     | Division        |
| --------------- | ------------------------------------ | ------------------- | ------------------------ | --------------- |
| Division 1 (D1) | FC Sochaux-Montbéliard               | 0 - 3               | AS Monaco FC             | Division 1 (D1) |
| Division 1 (D1) | FC Metz                              | 0 - 2               | AJ Auxerre               | Division 1 (D1) |
| Division 1 (D1) | Stade rennais FC                     | 1 - 0               | FC Nantes                | Division 1 (D1) |
| Division 1 (D1) | Olympique de Marseille               | 1 - 0               | FC Girondins de Bordeaux | Division 2 (D2) |
| Division 2 (D2) | FC Martigues                         | 0 - 2               | Montpellier HSC          | Division 1 (D1) |
| Division 2 (D2) | FC Istres VN                         | 1 - 1 a.p., 4-3 tab | Olympique lyonnais       | Division 1 (D1) |
| Division 2 (D2) | US Valenciennes-Anzin Arrondissement | 2 - 1               | Lille OSC                | Division 1 (D1) |
| Division 3 (D3) | FC Sète 34                           | 1 - 2               | AS Cannes                | Division 1 (D1) |
| Division 3 (D3) | AS Angoulême                         | 0 - 2               | AS Nancy-Lorraine        | Division 1 (D1) |
| Division 3 (D3) | USG Boulogne-sur-Mer                 | 1 - 4               | Paris Saint-Germain FC   | Division 1 (D1) |
| Division 4 (D4) | Béziers-Devèze FC                    | 1 - 3               | SC Toulon-Var            | Division 1 (D1) |
| Division 3 (D3) | Stade poitevin PEPP                  | 0 - 2               | Toulouse FC              | Division 1 (D1) |
| Division 3 (D3) | Olympique de Noisy-le-Sec B93        | 0 - 4               | AS Saint-Étienne         | Division 1 (D1) |
| DH (D5)         | USM Vire                             | 0 - 3               | Le Havre AC              | Division 1 (D1) |
| DH (D5)         | SR Colmar                            | 0 - 3               | RC Lens                  | Division 1 (D1) |
| DH (D5)         | FC Pont-l'Abbé                       | 0 - 2               | SM Caen                  | Division 1 (D1) |
| DHR (D6)        | SC Choisy-le-Roi                     | 0 - 2               | Nîmes Olympique          | Division 1 (D1) |
| Division 2 (D2) | Olympique d'Alès-en-Cévennes         | 0 - 0 a.p., 4-3 tab | Perpignan FC             | Division 2 (D2) |
| Division 2 (D2) | FC Bourges                           | 2 - 1               | Stade lavallois FC       | Division 2 (D2) |
| Division 2 (D2) | LB Châteauroux                       | 0 - 2               | EA Guingamp              | Division 2 (D2) |
| Division 2 (D2) | FC Mulhouse SA                       | 2 - 0               | FC Rouen                 | Division 2 (D2) |
| Division 3 (D3) | FC Pau                               | 2 - 1               | La Roche-sur-Yon VF      | Division 2 (D2) |
| Division 2 (D2) | OGC Nice                             | 1 - 0               | USJOA Valence            | Division 3 (D3) |
| Division 2 (D2) | Angers SCO                           | 1 - 0               | CSC Thouars              | Division 3 (D3) |
| Division 2 (D2) | USL Dunkerque                        | 3 - 1               | SR Saint-Dié-des-Vosges  | Division 4 (D4) |
| DH (D5)         | CS Château-Thierry                   | 2 - 3 a.p.          | GFC Ajaccio              | Division 2 (D2) |
| DH (D5)         | AC Cambrai                           | 0 - 3               | AS Red Star 93           | Division 2 (D2) |
| DH (D5)         | US Fesches-le-Châtel                 | 0 - 1               | SEC Bastia               | Division 2 (D2) |
| Division 3 (D3) | A Troyes AC                          | 2 - 0               | AS Saint-Priest          | Division 3 (D3) |
| Division 3 (D3) | FC Lorient                           | 3 - 1               | US Joué-lès-Tours        | Division 4 (D4) |
| DH (D5)         | Olympique marcquois                  | 0 - 4               | US Saint-Omer            | Division 3 (D3) |
| PH (D7)         | FC Massy 91                          | 1 - 0               | ESA Brive-la-Gaillarde   | Division 3 (D3) |

### Seizièmes de finale
| Division        | Club                         | Score               | Club                                 | Division        |
| --------------- | ---------------------------- | ------------------- | ------------------------------------ | --------------- |
| Division 1 (D1) | AJ Auxerre                   | 2 - 2 a.p., 1-4 tab | AS Monaco FC                         | Division 1 (D1) |
| Division 1 (D1) | SM Caen                      | 5 - 4 a.p.          | RC Lens                              | Division 1 (D1) |
| Division 1 (D1) | Montpellier HSC              | 2 - 0               | Stade rennais FC                     | Division 1 (D1) |
| Division 1 (D1) | AS Nancy-Lorraine            | 3 - 2               | Paris Saint-Germain FC               | Division 1 (D1) |
| Division 2 (D2) | USL Dunkerque                | 0 - 3               | AS Saint-Étienne                     | Division 1 (D1) |
| Division 1 (D1) | Le Havre AC                  | 0 - 1 a.p.          | FC Bourges                           | Division 2 (D2) |
| Division 2 (D2) | FC Istres VN                 | 1 - 2               | Olympique de Marseille               | Division 1 (D1) |
| Division 2 (D2) | SEC Bastia                   | 2 - 0               | Toulouse FC                          | Division 1 (D1) |
| Division 2 (D2) | GFC Ajaccio                  | 1 - 0               | SC Toulon-Var                        | Division 1 (D1) |
| Division 1 (D1) | AS Cannes                    | 3 - 1 a.p.          | Angers SCO                           | Division 2 (D2) |
| Division 3 (D3) | FC Pau                       | 3 - 3 a.p., 5-4 tab | Nîmes Olympique                      | Division 1 (D1) |
| Division 2 (D2) | Olympique d'Alès-en-Cévennes | 0 - 0 a.p., 4-5 tab | AS Red Star 93                       | Division 2 (D2) |
| Division 2 (D2) | FC Mulhouse SA               | 1 - 1 a.p., 4-5 tab | EA Guingamp                          | Division 2 (D2) |
| Division 3 (D3) | FC Lorient                   | 0 - 3               | US Valenciennes-Anzin Arrondissement | Division 2 (D2) |
| PH (D7)         | FC Massy 91                  | 1 - 2               | OGC Nice                             | Division 2 (D2) |
| Division 3 (D3) | US Saint-Omer                | 0 - 0 a.p., 3-2 tab | A Troyes AC                          | Division 3 (D3) |

### Huitièmes de finale
| Division        | Club                                 | Score               | Club                   | Division        |
| --------------- | ------------------------------------ | ------------------- | ---------------------- | --------------- |
| Division 1 (D1) | AS Cannes                            | 2 - 1 a.p.          | Montpellier HSC        | Division 1 (D1) |
| Division 2 (D2) | US Valenciennes-Anzin Arrondissement | 0 - 2               | Olympique de Marseille | Division 1 (D1) |
| Division 1 (D1) | AS Nancy-Lorraine                    | 2 - 1               | FC Bourges             | Division 2 (D2) |
| Division 2 (D2) | GFC Ajaccio                          | 2 - 1               | AS Saint-Étienne       | Division 1 (D1) |
| Division 1 (D1) | SM Caen                              | 0 - 0 a.p., 5-3 tab | FC Pau                 | Division 3 (D3) |
| Division 3 (D3) | US Saint-Omer                        | 2 - 4               | AS Monaco FC           | Division 1 (D1) |
| Division 2 (D2) | OGC Nice                             | 0 - 1               | SEC Bastia             | Division 2 (D2) |
| Division 2 (D2) | AS Red Star 93                       | 2 - 1 a.p.          | EA Guingamp            | Division 2 (D2) |

### Quarts de finale
Les matchs des quarts de finale se sont joués le 22 avril 1992.
| Division        | Club        | Score               | Club                   | Division        |
| --------------- | ----------- | ------------------- | ---------------------- | --------------- |
| Division 1 (D1) | SM Caen     | 1 - 3               | Olympique de Marseille | Division 1 (D1) |
| Division 2 (D2) | GFC Ajaccio | 0 - 3               | AS Monaco FC           | Division 1 (D1) |
| Division 2 (D2) | SEC Bastia  | 0 - 0 a.p., 3-0 tab | AS Nancy-Lorraine      | Division 1 (D1) |
| Division 1 (D1) | AS Cannes   | 1 - 0 a.p.          | AS Red Star 93         | Division 2 (D2) |

### Demi-finales
La première demi-finale s'est jouée le 28 avril 1992. La deuxième demi-finale n'a pas eu lieu en raison de la tragédie de Furiani qui eut lieu juste avant le début du match.
| Division        | Club       | Score               | Club                   | Division        |
| --------------- | ---------- | ------------------- | ---------------------- | --------------- |
| Division 1 (D1) | AS Cannes  | 0 - 0 a.p., 3-5 tab | AS Monaco FC           | Division 1 (D1) |
| Division 2 (D2) | SEC Bastia | Match annulé        | Olympique de Marseille | Division 1 (D1) |

### Finale et qualification européenne
La finale n'a pas eu lieu en raison du drame de Furiani. Le trophée de cette épreuve n'a donc pas été décerné. Cependant, la FFF a inscrit Monaco, vainqueur de l'autre demi-finale, comme représentant français à la Coupe des coupes 1992-1993.